# Die Frau von vierzig Jahren
Die Frau von vierzig Jahren ist ein nahezu zwei Stunden langes, deutsches Stummfilm-Kammerspiel aus dem Jahre 1925 von Richard Oswald mit Diana Karenne in der Titelrolle. Die männliche Hauptrolle ihres Liebhabers spielt Wladimir Gaidarow. 

## Handlung
Dieses nur wenig gezeigte und kaum bekannte Nebenwerk Oswalds erzählt eine in der Moderne (1920er Jahre) angesiedelte, klassische Dreiecksgeschichte einer Frau und ihrer Tochter, die dasselbe Interesse an einem Mann zeigen. Alle Charaktere in diesem sehr intim und in leisen Erzähltönen gehaltenen Kammerspiel sind namenlos. Die titelgebende Frau von vierzig Jahren lebt mit ihrem Gatten in einer bislang reibungslos aber auch ohne sonderliche Höhepunkte verlaufenden Durchschnittsehe. Man ist in Konventionen erstarrt, aber ganz offenbar liebt man sich noch. Das Ehepaar hat eine nahezu volljährige Tochter. 
Eines Tages begegnet die 40-jährige einem anderen, etwas jüngeren Mann, den sie als aufregend anders empfindet und in den sie sich verliebt. Die Titelheldin erwägt, aus dem ehelichen Alltagstrott auszubrechen und beginnt mit dem Fremden eine Affäre. Unerwartet wird aus der Liebelei ein klassisches Dreiecksverhältnis. Denn gegen Ende der Geschichte muss die Frau von vierzig Jahren erkennen, dass der Fremde wohl von Anfang an nur ihre Tochter im Blick hatte und deren Mutter lediglich als „Umweg“ zum Herzen der Jüngeren benutzte. Das Ende dieser Affäre findet ohne Knalleffekt statt, die 40-jährige fügt sich in ihr Schicksal und gibt den Geliebten resigniert frei.

## Produktionsnotizen
Die Frau von vierzig Jahren entstand zum Jahresbeginn 1925, passierte die Filmzensur am 9. April desselben Jahres und wurde drei Tage später in Berlins Mozartsaal uraufgeführt. Der Sechsakter besaß eine Länge von 2911 Metern und wurde mit Jugendverbot belegt.
Die von Paul Leni entworfenen Filmbauten wurden von Fritz Maurischat ausgeführt.

## Kritiken
Der Kinematograph widmete dem Film eine längere Betrachtung, befand, dass das intime Kammerspiel der leisen Töne nicht unbedingt Oswalds ureigenstes Genre sei, und kam zu folgendem Resümee: „… so originell das Thema an sich ist, es gelang dem Regisseur nicht, den eigenartigen Stil zu finden, der notwendig gewesen wäre, um diesen Film als individuelle Schöpfung erscheinen zu lassen. (…) Filmisch bleibt der Schluß … schwach, aber das lag vor allen Dingen an der Hauptdarstellerin. (…) Ihr Partner, Paul Otto, wurde von der Regie etwas zurückgehalten, er kam nicht voll zur Geltung … (…) Wladimir Gaidarow, der Geliebte der Frau, blieb blaß wie stets und hatte sich die Pose des schönen Mannes, der er ohne Zweifel ist, festgebügelt. Sparkuhls Bilder waren vortrefflich.“
Die Kritik des Film-Kuriers fiel deutlich freundlicher aus: „Die Frau von vierzig Jahren ist der kultivierteste Konversationsfilm, der seit Jahren aus der deutschen Filmproduktion hervorgegangen ist“.